# Sferoidyt
Sferoidyt – struktura cementytu kulkowego w osnowie ferrytu, powstała w wyniku zwiększania temperatury powyżej 600 °C aktywujących procesy koagulacji cementytu i zdrowienia (niekiedy też rekrystalizacji) osnowy ferrytycznej. Charakteryzuje się bardzo dobrymi własnościami plastycznymi, ale najgorszymi własnościami wytrzymałościowymi wśród mikrostruktur stali. Twardość sferoidytu nie przekracza 300 HB.

## Ogólne informacje
Sferoidyt jest uzyskiwany poprzez zastosowanie specjalnej obróbki cieplnej zwanej wyżarzaniem sferoidyzującym (zmiękczającym) ze struktury perlitu, bainitu lub martenzytu. Celem takiego zabiegu jest zmniejszenie twardości wskutek zmiany kształtu cementytu na sferoidalny. Proces koagulacji i tworzenia się sferoidytu nie jest do końca poznany. Powstało sześć głównych teorii opisujących proces sferoidyzacji z perlitu:
- teoria perturbacji Rayleigha-Schrödingera
- zmodyfikowana teoria perturbacji Mullinsa-Nicholsa
- teoria rowków trawiennych oparta na równaniu Gibbsa-Thomsona
- teoria migracji defektów
- dojrzewanie Ostwalda
- teorie mieszane[5].

Skład chemiczny roztworu podczas sferoidyzacji nie zmienia się. Zmianie ulega jedynie kształt wydzieleń cementytu.

## Uzyskiwanie sferoidytu
Sferoidyt może być uzyskany poprzez podgrzewanie mikrostruktury perlitycznej lub bainityczną mikrostruktury do temperaturze poniżej eutektoidalnej przez odpowiednio długi czas (np. około 700 °C pomiędzy 18 a 24 godzin). Zamiast płytek perlitu lub mikrostruktury bainitu, cementyt przekształci się w kulki cząsteczek wbudowanych w osnowę ferrytyczną. Koagulacja jest napędzana przez dodatkową dyfuzją węgla bez zmian w składzie i względnej ilości fazy ferrytu i cementytu. Siłą pędną tej przemiany jest wydzielanie na granicy międzyfazowej α-Fe3C. Kinetyka powstawania sferoidytu nie obowiązuje w przypadku przemiany izotermicznej.
Obróbka plastyczna stali o średniej i wysokiej zawartości węgla oraz mikrostrukturze zawierającej nawet gruboziarnisty perlit może nadal być zbyt trudne do wykonania. Materiał można poddać wyżarzaniu zmiękczającemu w celu uzyskania struktury sferoidytu. Takie stale charakteryzują się dużą plastycznością i dużo łatwiej się obrabiają. Uzyskanie takiej mikrostruktury poprzez obróbkę cieplną może odbyć na się kilka sposobów:
- nagrzanie materiału do temperatury tuż poniżej eutektoidalnej na układzie żelazo-cementyt. Jeżeli struktura będzie perlityczna to czas sferoidyzacji zwykle wynosi od 15 do 25 godzin.
- nagrzanie do temperatury nieco powyżej temperatury eutektoidalnej, a następnie chłodzenie bardzo powoli w piecu lub wytrzymanie w tej samej temperaturze.
- cykliczne nagrzewanie i chłodzenie w zakresie ± 50 °C temperatury eutektoidalnej[8].

Istnieje zależność pomiędzy mikrostrukturą wyjściową a szybkością sferoidyzacji. Wykazano doświadczalnie, że im drobniejszy perlit wchodził w skład mikrostruktury wyjściowej tym po tej samej obróbce cieplnej uzyskanie sferoidytu było szybsze. Spowodowane to jest występowaniem krótszej drogi dyfuzji w drobnoziarnistym perlicie. Zastosowanie obróbki plastycznej na zimno przed sferoidyzacją zwiększało szybkość koagulacji cementytu.

## Znaczenie dla przemysłu
- zmiękczenie materiału przed dalszymi etapami formowania (najczęściej przed przeróbką plastyczną na zimno)
- potrzeba projektowania materiałów do pracy w wysokich temperaturach. Aktywacja cieplna koagulacji w stali powoduje powstanie struktury sferoidalnej o dużo gorszych własnościach wytrzymałościowych (tzw. odpuszczalność)[5].